# Watom
Watom (auch: Watom Island) ist eine Insel im Bismarck-Archipel und befindet sich im Nordosten von Papua-Neuguinea. Sie gehört administrativ zum Watom Island Rural Local-Level Government Area der Provinz New Ireland.

## Geographie
Watom liegt 10 km  nordwestlich von Rabaul auf der Insel Neubritannien und  ist 7,3 km von der nordöstlichen Spitze der  Gazelle-Halbinsel entfernt. Die Insel ist 4,9 km lang und 4,1 km breit. Sie besteht hauptsächlich aus einem erloschenen Vulkan von 351 m Höhe mit einem flachen, im Osten durchbrochenen Krater von rund einem Kilometer Durchmesser. Die steilen Kalkklippen der Insel sind mit dichtem tropischen Regenwald bedeckt.
Auf  Watom leben Menschen vom Stamm der Tolai in verschiedenen Dörfern.
Nach dem Zensus vom 10. Juli 2011 hatte die Insel eine Bevölkerung von 3398, die sich wie folgt auf sechs Dörfer verteilte:
1. Rakival (Nordosten) 352
2. Taranata (Nordwesten) 1153
3. Valaur (Südwesten) 411
4. Vunabuk (Süden) 326
5. Vunakabai (Südosten) 601
6. Vunaulaiar (Zentrum) 555

## Geschichte
Die Insel wird wahrscheinlich seit etwa 1500 v. Chr. von Melanesiern bewohnt. Obsidian von Watom zur Herstellung von Werkzeugen und Waffen wurde vor 2500 Jahren mit der Talasea-Region im heutigen West New Britain gehandelt. Das Gebiet kam im Jahr 1885 unter deutsche Verwaltung und gehörte seit 1899 zu Deutsch-Neuguinea.
Otto Meyer, ein katholischer Geistlicher, entdeckte 1909 auf Watom als erster die Töpferei der Lapita-Kultur.  Jim Specht erforschte 1967, Dimitri und Roger Green vom Otago Museum in Dunedin und der University of Auckland im Jahr 1985 die archäologische Fundstätte.
Während des Ersten Weltkrieges wurde die Insel von australischen Truppen erobert und nach dem Krieg als Mandat des Völkerbundes von Australien verwaltet. 1942 bis 1944 wurde sie von Japan besetzt.
Die japanische Besatzungsmacht internierte auf Watom britische Kriegsgefangene. Im Januar 1942 wurde ein Kontingent von 620 britischen Soldaten (genannt: die Rabaul 600) von Singapur nach Rabaul transportiert. 21 überlebende Kriegsgefangene kamen im Februar 1944 nach Watom. In einem Tal in der Nähe des Tobera Airfields befreiten Royal-Australian-Navy-Marinesoldaten von der HMAS Vendetta am 6. September 1945 18 Überlebende. Watom kehrte 1949 als Bestandteil des  Territorium Papua und Neuguinea unter australische Verwaltung zurück, bis Papua-Neuguinea 1975 unabhängig wurde.